# Klenovnik
Klenovnik è un comune della Croazia di 2 278 abitanti della regione di Varaždin.